# Круто зварені
«Круто зварені» (англ. Hard Boiled, кит. 辣手神探, пін. Làshǒu shéntàn) — гонконгський кінофільм у жанрі бойовика режисера Джона Ву. Його останній гонконгський бойовик на сьогодні. Після низки фільмів із гангстером як головним персонажем, Ву вирішив зняти фільм, де головним героєм був би поліцейський. Сценарій по ходу зйомок неодноразово змінювався у зв'язку зі смертю сценариста Баррі Вонга: наприклад, з'явилися нові персонажі, не прописані в сценарії: Скажений Пес і містер Ву.
Фільм вийшов у Гонконгу в 1992 році і був сприйнятий критиками позитивно, вони оголосили фільм найкращим з усіх, які знімав Джон Ву. У 2007 році фільм був продовжений у комп'ютерній грі під назвою «Stranglehold».

## Сюжет
В одному з чайних будиночків у Гонконгу інспектор Юень на прізвисько Текіла і його напарник Лунг намагаються заарештувати банду контрабандистів під час укладання угоди. Спроба закінчується перестрілкою, в якій гине безліч мирних відвідувачів, усі бандити і кілька співробітників поліції, в тому числі Лунг. Текіла має твердий намір помститися за смерть напарника, але начальник поліції Панг відсторонює його від справи, оскільки впевнений в тому, що інспектор сам розпочав перестрілку.
Тоді ж у злочинній організації «дядька Хоя» багато років працює поліцейський під прикриттям Тоні. Бос конкуруючої організації Джонні Вонг вражений його майстерністю і намагається завербувати Тоні, але той має намір служити Хою до його смерті. Тоді Джоні зі своїми людьми здійснюють наліт на склад зброї Хоя і вбивають усіх його працівників. На місце перестрілки приїжджає сам Хой з охоронцями, і Джонні пропонує Тоні вбити господаря, інакше Джонні вб'є його власноруч.
Тоні важко дається рішення, але він убиває Хоя й усіх його охоронців. Таким чином він стає новим членом організації Джонні Вонга. У цей момент з даху на бандитів починають летіти гранати, це починає діяти Текіла, який сидів у засідці. Джонні біжить зі складу, а багато його люди вмирають від куль Текіли. Наприкінці перестрілки в завісі диму віч-на-віч зустрічаються Тоні і Текіла, направивши один на одного зброю. Текіла перший спускає курок, але в його револьвері не залишилося патронів. Тоді Тоні посміхається, опускає свій пістолет і зникає.
Наступного дня Тоні просить начальника поліції Панга (єдину людину, що знає про роль Тоні в цій справі) охолодити запал інспектора Юеня. Розлучаючись, він дарує Тоні металеву запальничку. Текіла ж і не думає зупинятися. Він починає здогадуватися, що Тоні поліцейський і приходить на його особисту яхту, щоб поговорити. У підсумку Тоні і Текіла вирішують об'єднати свої сили і в цей момент на них нападають залишки банди Хоя. У підсумку всі вони гинуть, Тоні ранять, а Текіла вчасно зникає, адже через хвилину на пристань приїжджає Джонні Вонг з його людьми, які відвозять пораненого Тоні в лікарню.
Вонг підозрює, що один з членів його банди, «малюк» До поліцейський стукач і саме він розповів Текілу про підготовлюваний нальоті на склад Хоя. До б'є найсильніший член банди Джонні Скажений Пес. Але Тоні просить дозволу добити До власноруч. Непомітно він кладе в нагрудну кишеню До запальничку, подаровану Панг, і стріляє в груди До. Поранений «малюк» приходить в джаз-бар містера Ву, де зазвичай сидить інспектор Юень і повідомляє, що арсенал самого Джонні Вонга перебуває в лікарні «Кленового кола». Пораненого До Текіла відвозять в цю лікарню, там же зібралися люди Джонні і він сам, туди ж приходить Тоні.
Поки напарники приймаю рішення шукати арсенал Вонга, Скажений Пес вбиває Ко. Текіла повідомляє співробітниці поліції Терезі Чан, що необхідно евакуювати пацієнтів та оточити лікарню, і вирушає на пошуки арсеналу. Тоні і Текіла виявляють прихований перебіг в арсенал, але там напарників вже чекає Скажений Пес, якого вони вдвох ніяк не можуть здолати. Начальник поліції Панг починає евакуацію, а Тереза Чан відправляється в пологове відділення. Лікарня вже оточена, але люди Вонга беруть пацієнтів в заручники і стріляють з вікон по тим, хто встиг вийти назовні.
Тоні і Текіла ведуть боротьбу з людьми Вонга і рятують заручників. Текіла залишається, щоб допомогти евакуювати дітей, а Тоні займається скаженим псом. У розпал перестрілки вони несподівано опиняються між групою пацієнтів. Тоні опускає зброю. Скажений Пес, у якого виявляються поняття про честь, робить теж саме. Пацієнти починають іти, про в цей момент в кімнату вривається Джонні Вонг і розстрілює їх. Скажений Пес нападає на господаря, але теж гине від його кулі. Джонні ж розуміючи, що програє, закладає в лікарні вибухові пристрої.
В кінці цієї кривавої перестрілки пацієнти і співробітники поліції покидають будівлю. Всі члени банди Вонга вбиті. Текіла з останньою дитиною на руках покидає будівлю, а Тоні залишається, щоб убити Джонні. Гримить вибух. Раптово з'являється Тоні під дулом пістолета Вонга. Джонні починає принижувати інспектора Юеня, Тоні не може це терпіти і стріляє пістолетом Вонга собі в живіт. Джонні втрачає своє прикриття і Текіла стріляє йому в голову.
У фінальній сцені Панг і Текіла спалюють усі документи, що мають відношення до Тоні. А сам Тоні пливе на своїй яхті у відкрите море.

## Актори
- Чоу Юнь-Фат - Інспектор Юень / Текіла
- Тоні Люн Чу Вай - Тоні
- Тереза Мо - Тереза Чан
- Філіп Чан - Начальник поліції Панг
- Ентоні Вонг ЧауСанг - Джонні Вонг
- Філіп Квок - Скажений Пес
- Хой-Шан Кван - «Дядя» Хой
- Вей Тунг - «Малий» До
- Джон Ву - Містер Ву

## Цікаві факти
- Чоу Юнь-Фат знімався у всіх фільмах Джона Ву гонконгського періоду, виключаючи лише «Кулю в голові» і маловідомий фільм «Просто герої», який знімався разом з режисером Ву Ма.
- Ідея про те, що Тоні робить паперового журавлика кожен раз, коли він вбиває когось, була придумана під впливом дочки Джона Ву.
- Тоні показаний як самотній професіонал, що не потребує нікого. Таким персонаж став під впливом героя Алена Делона з фільму «Самурай».
- Філіп Чан до зйомок у фільмі був офіцером поліції протягом п'ятнадцяти років. Деякі сцени з фільму були йому добре знайомі, оскільки він переживав їх у реальному житті.
- У Гонконгу фільм став не найпопулярнішим з робіт Ву, але тим не менш, він отримав кілька нагород на Hong Kong Film Awards.
- Американська прем'єра відбулася на  кінофестивалі в Торонто. Під час перегляду глядачі тупотіли ногами і кричали разом з героями. Творці фільму здивувалися настільки позитивної реакції.